# پاتریسی‌ها
پاتریسی‌ها(به انگلیسی: patrician، به لاتین: patricius، و به یونانی: πατρίκιος)، در منابع دوره اسلامی بطریق، که گاه در فارسی با عنوان شهسواران نیز ترجمه شده‌است، در روم باستان سکنهٔ اصلی و لاتین‌تبار شهر رم به‌شمار می‌آمدند. در مقابل آن‌ها پلبی‌ها قرار داشتند که از نقاط دیگر به رم مهاجرت کرده بودند.

## تاریخچه
مردم، در روم باستان به دو گروه بزرگ تقسیم می‌شدند: پاتریسی و پلبی.
پاتریسی‌ها ظاهراً نخستین سکنهٔ رم به‌شمار می‌آمدند، که تباری لاتینی داشتند. امّا پلبی‌ها از اقوام مهاجر و مهاجمی بودند که بعدها در این ناحیه یا در سرزمین‌های اطراف آن، استقرار یافتند. این دو گروه برای قرنها در کنار یکدیگر به سر می‌بردند و ساکنان اصلی رم را تشکیل می‌دادند.
پاتریسی‌ها به ۳ قبیله و هر قبیله به ۱۰ کوری تقسیم می‌شد. این کوری‌ها معرف یک سازمان انتخاباتی و نظامی بودند. برخی از طایفه‌های پاتریسی‌ها عبارت بودند از:
مانلی‌ها، والری‌ها، آیمیلی‌ها، کورنلی‌ها، فابی‌ها، هوراتی‌ها، کلاودی‌ها، یولی‌ها و…
گذشته از پاتریسی‌ها (که از ابتدا، قدرت مطلق بودند) و پلبی‌ها (که بعدها تا حدی قدرت گرفتند) و گذشته از سازمان‌ها و تشکیلات ملی و پادشاهی که در رم پدیدآوردند، قدرت سومی هم در کشور وجود داشت و آن سنا بود که ظاهراً ابتدا از ۱۰۰ عضو و در پایان عهد سلطنتی از ۳۰۰ عضو تشکیل می‌شد. فقط پاتریسی‌ها می‌توانستند عضویت سنا را داشته باشند و در مراسم عمومی مذهبی شرکت کنند. پلبی‌ها از جمیع حقوق مدنی، سیاسی و مذهبی محروم بودند و بدین ترتیب اهالی به دو دستهٔ جدا و متمایز از یکدیگر تقسیم می‌شدند.

## معرفی
در دوران باستان سکنهٔ رم به صورت قبیله‌ای زندگی می‌کردند. اراضی متعلق به قبایل «مزرعهٔ اشتراکی» نامیده می‌شد. هر قبیله از چند خانواده یا به زبان لاتینی از چند فامیل تشکیل می‌شدند.
فرزندان سکنهٔ قدیم رم خود را پاتریسی می‌نامیدند. این عنوان از واژهٔ لاتینی پاتر به معنای پدر گرفته شده بود. پاتریسی‌ها از این امر به خود می‌بالیدند که پدرانشان بنیان‌گذاران شهر رم بوده‌اند. هریک از فامیل پاتریسی‌ها، قطعه زمینی در مزرعهٔ اشتراکی برای خود داشت، ولی دام‌های خویش را برای چرا به چراگاه‌های همگانی می‌برد.
در کشتزارهای مربوط به پاتریسی‌ها، بردگان به کار مشغول بودند ولی تعداد آن‌ها زیاد نبود. معمولاً خود پاتریسی‌ها نیز در دشت و در خانه، به همراه بردگان خویش کار می‌کردند. بارها اتفاق می‌افتاد که آقا و برده پشت یک میز غذا می‌خوردند. بردگان عضو خانواده شمرده می‌شدند.
خانه پاتریسی‌ها بسیار ساده بود و آرایشی معمولی داشت. در هریک از این خانه‌ها یک اتاق بیشتر وجود نداشت. وسط اتاق، یک حوض آب واقع شده بود که در بالای آن، درون سقف، روزنه‌ای چهارضلعی دیده می‌شد. از طریق این روزنه آب باران از روی بام به درون حوض فرومی‌ریخت. این روزنه به مثابه وسیله‌ای برای روشن کردن خانه نیز محسوب می‌شد.
ریش‌سفیدان پاتریس، شورایی تشکیل می‌دادند که شورای شیوخ، یا به زبان لاتینی سنا نامیده می‌شد. شورای شیوخ برای بررسی و مذاکره پیرامون مسایل مهم‌تر، از مردان پاتریس دعوت می‌کرد تا مجلس ملی را تشکیل دهند.

## نظر ویل دورانت
در پاسخ این پرسش که: «پاتریسی‌ها، که بودند؟»، لیویوس بر آن بود که رومولوس یکصد تن از سران خانوادهٔ خود را برگزیده بود تا او را در پی افکندن رم یاری دهند و شورا یا سنای وی را تشکیل دهند.
اینان را بعدها، پاترس(پدران)، نامیدند و نوادگانشان را پاتریچی(از تبار پدران) نامیدند.
امّا نظریات جدیدتر، ضمن نفی روایات گذشتگان، پاتریسی‌ها را کشورگشایانی بیگانه و شاید سابینی می‌شمرد که بر لاتیوم هجوم آوردند و از آن پس بر پلبی‌ها یا تودهٔ مردم، به عنوان طبقات پست‌تر، حکومت راندند.
می‌توان پنداشت که پاتریسی‌ها از خانواده‌هایی فراهم می‌آمدند که، در پرتو فرادستی اقتصادی یا نظامی، بهترین زمین‌ها را به چنگ آورده و برتری کشاورزی خود را به سروری سیاسی مبدّل کرده بودند.
برای مدت پنج قرن، سرداران و کنسولان رومی، از میان طوایف پاتریسین برمی‌خاستند و اینان بودند که برای روم قانون می‌نهادند.

## امپراتوری بیزانس
در امپراتوری روم شرقی لقب پاتریکیوس (πατρίκιος) از طرف امپراتور به بلندپایه‌ترین استانداران و سرداران سپاه روم اعطا می‌شد. ابوالمعالی در بیان الادیان می‌نویسد: «باید که او را [قیصر را] دوازده بطریق بود یعنی سپهسالار، در حکمِ هر یکی ده هزار مرد؛ و پیوسته از ایشان شش تن پیش قیصر باشند و شش در مملکت می‌گردند».